# Aethionectes
Genre
Aethionectes est un genre d'insectes coléoptères de la famille des Dytiscidae.

## Description
Les espèces du genre Aethionectes mesurent entre 10 et 14mm et se reconnaissent entre autres par les tâches présentes sur les élytres. Aethionectes est très proche du genre Tikoloshanes, duquel il ne se différencie que par la présence de setae sur la face antérieure du métatibia.

## Répartition
Les espèces du genre Aethionectes se rencontrent en Afrique subsaharienne et à Madagascar dans le cas de Aethionectes oberthueri. Les aires de répartition précises des différentes espèces sont mal connues en raison du faible nombre de spécimens collectés.

## Écologie
L'écologie des différentes espèces du genre Aethionectes est mal connues, toujours en raison du manque de spécimens. Les rares individus collectés l'ont été dans des petites mares forestières, avec de la végétation ou des feuilles. 

## Liste des espèces
Selon GBIF (10 mai 2025) :
- Aethionectes apicalis (Boheman, 1848)
- Aethionectes eremita Bilardo & Rocchi, 2017
- Aethionectes flammulatus Zimmermann, 1928
- Aethionectes fulvonotatus (Clark, 1864)
- Aethionectes irroratus Guignot, 1952
- Aethionectes oberthueri (Régimbart, 1895)

## Systématique
Le nom scientifique complet (avec auteur) de ce taxon est Aethionectes Sharp, 1882. Aethionectes a pour synonyme : Afronectes Müller, 1942. Le genre est créé en 1882 par le médecin et entomologiste anglais David Sharp.